# Parlamentswahl in Neuseeland 2017
- Labour: 46
- Green: 8
- NZ First: 9
- ACT: 1
- National: 56

Die Parlamentswahl in Neuseeland 2017 fand am 23. September 2017 statt. Gewählt wurden die 120 Abgeordneten des 52. House of Representatives.

## Wahlrecht
Das Repräsentantenhaus wird nach einem Mixed-Member-Proportional-Wahlrecht gewählt. Jeder Wähler hat zwei Stimmen. In den 71 Wahlkreisen wird jeweils ein Abgeordneter per Mehrheitswahl gewählt. Die restlichen 49 Listenmandate werden so verteilt, dass das Mandatsverhältnis dem Parteienstimmenverhältnis entspricht, wobei jedoch nur Parteien berücksichtigt werden, die über 5 Prozent der gültigen Stimmen (Sperrklausel) oder ein Wahlkreismandat. Erhält eine Partei mehr Direktmandate, als ihr nach dem Anteil der Parteistimmen zustehen würden, wird das Parlament durch Überhangmandate vergrößert.

## Wahlergebnisse
Die National Party wurde mit 56 Sitzen die stärkste Partei und der stärkste Block; die Grünen und Labour kamen gemeinsam auf 54 Sitze. Als Konsequenz wurde New Zealand First mit 9 Sitzen zum Königsmacher. Schlussendlich bildeten New Zealand First und Labour eine von den Grünen gestützte Minderheitsregierung.

### Wahlergebnisse insgesamt

Repräsentantenhaus nach der Wahl

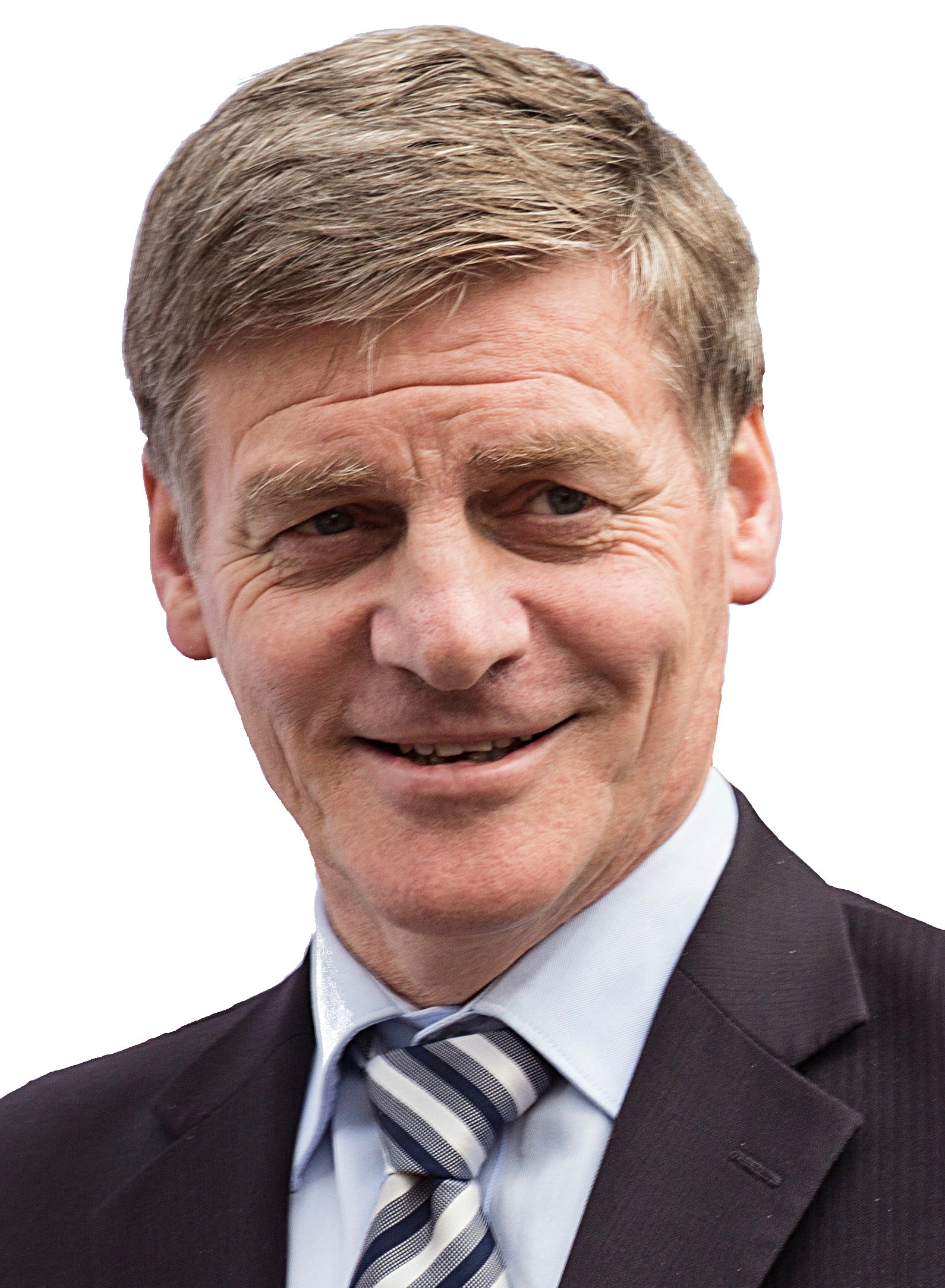
Bill English, Spitzenkandidat der National Party

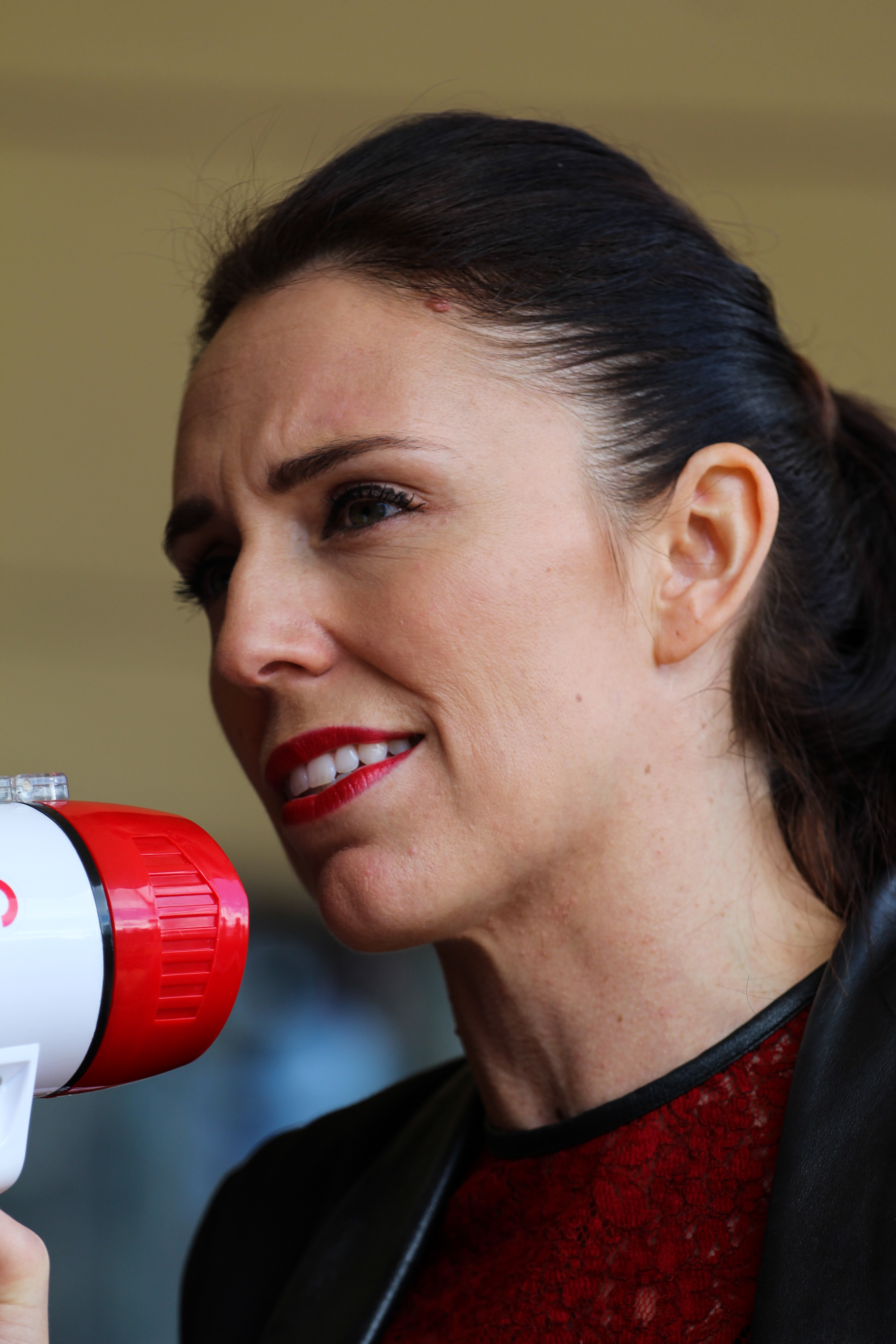
Jacinda Ardern, Spitzenkandidatin der Labour Party

| Parlamentswahl in Neuseeland 2017 | Parlamentswahl in Neuseeland 2017       | Parlamentswahl in Neuseeland 2017 | Parlamentswahl in Neuseeland 2017 | Parlamentswahl in Neuseeland 2017 | Parlamentswahl in Neuseeland 2017 | Parlamentswahl in Neuseeland 2017 | Parlamentswahl in Neuseeland 2017 | Parlamentswahl in Neuseeland 2017 |
| Partei                            | Partei                                  | Stimmen                           | Stimmen                           | Stimmen                           | Sitze                             | Sitze                             | Sitze                             | Sitze                             |
| Partei                            | Partei                                  | Zahl                              | in %                              | +/- %                             | Direkt- mandate                   | Listen- mandate                   | Gesamt- mandate                   | +/-                               |
| --------------------------------- | --------------------------------------- | --------------------------------- | --------------------------------- | --------------------------------- | --------------------------------- | --------------------------------- | --------------------------------- | --------------------------------- |
|                                   | National Party                          | 1.152.075                         | 44,4                              | ▼02,6                             | 41                                | 15                                | 56                                | ▼04                               |
|                                   | Labour Party                            | 956.184                           | 36,9                              | ▲11,8                             | 29                                | 17                                | 46                                | ▲14                               |
|                                   | New Zealand First                       | 186.706                           | 7,3                               | ▼01,4                             | –                                 | 9                                 | 9                                 | ▼02                               |
|                                   | Green Party                             | 162.443                           | 6,3                               | ▼04,5                             | –                                 | 8                                 | 8                                 | ▼06                               |
|                                   | ACT                                     | 13.075                            | 0,5                               | ▼00,2                             | 1                                 | –                                 | 1                                 | ▬                                 |
|                                   |                                         |                                   |                                   |                                   |                                   |                                   |                                   |                                   |
|                                   | The Opportunities Party (TOP)           | 63.261                            | 2,4                               | Neu                               | –                                 | –                                 | 0                                 | Neu                               |
|                                   | Māori Party                             | 30.580                            | 1,2                               | ▼00,1                             | –                                 | –                                 | 0                                 | ▼02                               |
|                                   | Aotearoa Legalise Cannabis Party        | 8.075                             | 0,3                               | ▼00,2                             | –                                 | –                                 | 0                                 | ▬                                 |
|                                   | Conservative Party                      | 6.253                             | 0,2                               | ▼03,7                             | –                                 | –                                 | 0                                 | ▬                                 |
|                                   | Mana                                    | 3.642                             | 0,1                               | ▼01,3                             | –                                 | –                                 | 0                                 | ▬                                 |
|                                   | Ban 1080                                | 3.005                             | 0,1                               | ▼00,1                             | –                                 | –                                 | 0                                 | ▬                                 |
|                                   | New Zealand People’s Party              | 1.890                             | 0,1                               | Neu                               | –                                 | –                                 | 0                                 | Neu                               |
|                                   | United Future                           | 1.782                             | 0,1                               | ▼00,1                             | –                                 | –                                 | 0                                 | ▼01                               |
|                                   | New Zealand Outdoors Party              | 1.690                             | 0,1                               | Neu                               | –                                 | –                                 | 0                                 | Neu                               |
|                                   | New Zealand Democrats for Social Credit | 806                               | 0,0                               | ▬                                 | –                                 | –                                 | 0                                 | ▬                                 |
|                                   | Internet Party                          | 499                               | 0,0                               | ▼01,4                             | –                                 | –                                 | 0                                 | ▬                                 |
| Gesamt                            | Gesamt                                  | 2.591.896                         | 100,0                             |                                   | 71                                | 49                                | 120                               | ▼01                               |

Quelle: Electoral Commission 

## Ausgangslage
Bei der Wahl 2014 wurde die konservative National Party zum dritten Mal in Folge stärkste Partei, verpasste jedoch wieder knapp die absolute Mehrheit der Sitze. Nach der Wahl bildete sie eine Minderheitsregierung mit Unterstützungen der zentristischen United Future und der libertären ACT sowie der Māori Party. Am 12. Dezember 2016 übergab Premierminister John Key sein Amt an Bill English.
Aufgrund schlechter Umfragewerte trat der bisherige Oppositionsführer Andrew Little von der Labour Party am 1. August 2017 von seinem Amt zurück. Zur Nachfolgerin wurde seine bisherige Stellvertreterin Jacinda Ardern gewählt.

### Parteien
Folgende Parteien waren von 2014 bis 2017 im Repräsentantenhaus vertreten:
| Name | Name          | Ausrichtung                         | Sitze 2014 |
| ---- | ------------- | ----------------------------------- | ---------- |
|      | National      | konservativ                         | 60         |
|      | Labour        | sozialdemokratisch                  | 32         |
|      | Green         | grüne Politik                       | 14         |
|      | NZ First      | Nationalistisch, rechtspopulistisch | 11         |
|      | Māori         | Indigene Rechte                     | 2          |
|      | ACT           | liberal, libertär                   | 1          |
|      | United Future | sozialliberal                       | 1          |

### Umfragen
Die Umfragen sahen lange Zeit einen klaren Vorsprung der Nationals vor der Labour Party. Ende August konnte Labour jedoch stark aufholen und war in mehreren Umfragen Anfang September sogar stärkste Kraft. Die letzten Umfragen vor der Wahl waren uneinheitlich.

## Siehe auch

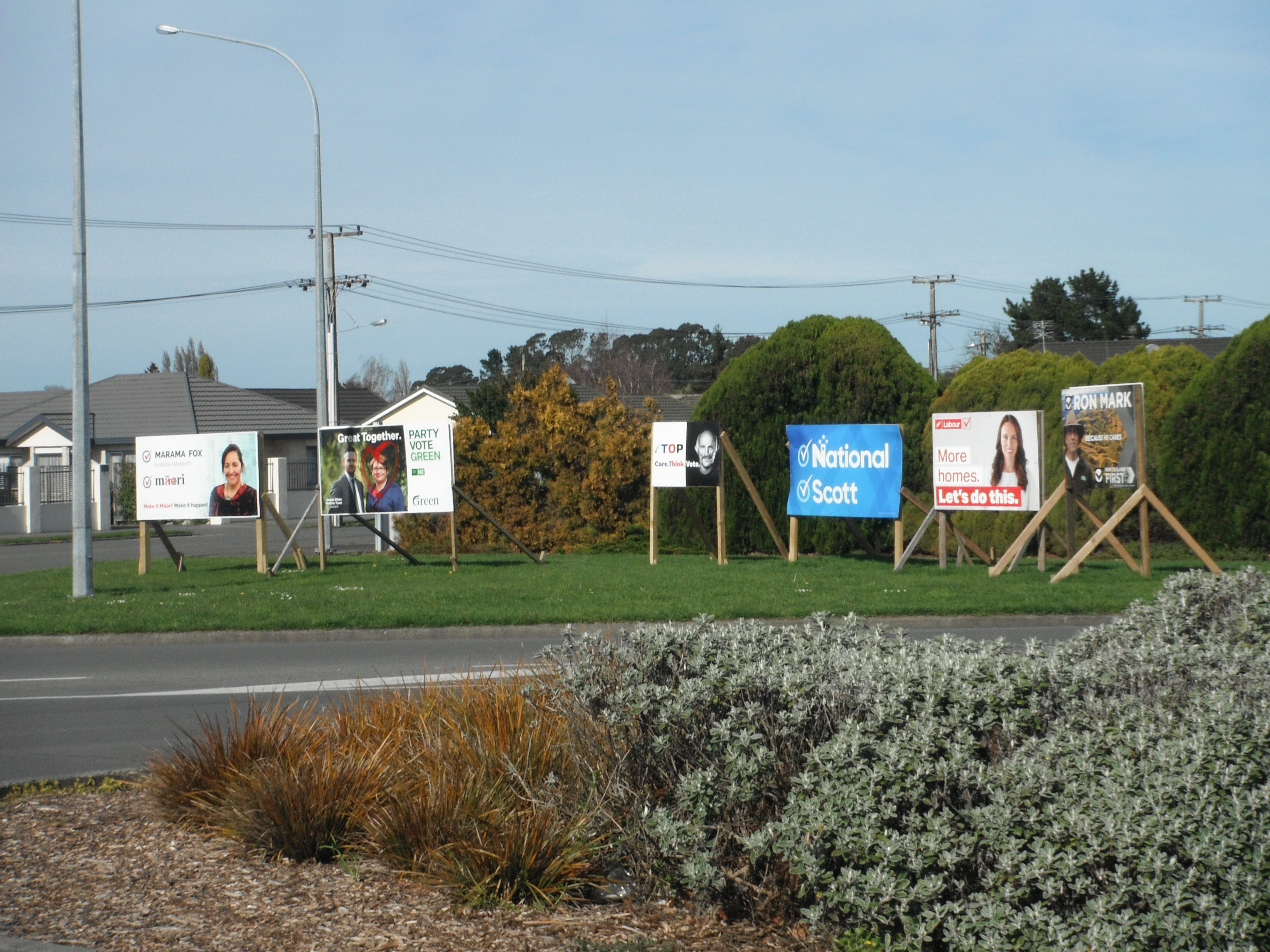
Wahlplakate im September 2017